# Mathéo Tuscher
Mathéo Tuscher (Noville, 12 december 1996) is een Zwitsers-Frans autocoureur met dubbele nationaliteit.

## Carrière

### Karting
Tuscher begon met karting in 2004 en reed vooral in Zwitserland, waar hij het nationale KF3-kampioenschap won in 2008.

### Formule Pilota China
In 2011 stapte Tuscher op slechts veertienjarige leeftijd over naar het formuleracing in het nieuwe Formula Pilota China-kampioenschap in Azië voor het team Jenzer Welch Asia Racing onder een Tsjechische racelicentie. Hij domineerde het seizoen met acht overwinningen op alle zes circuits en won de titel met 65 punten voorsprong op Luis Sá Silva.

### Formule 2
In 2012 stapt Tuscher over naar de Formule 2, waar hij op vijftienjarige leeftijd de jongste coureur ooit wordt in dat kampioenschap. In zijn tweede raceweekend op het Autódromo Internacional do Algarve behaalde hij zijn eerste podiumplaatsen in het kampioenschap, hij eindigde beide races als tweede. Op het Circuit Paul Ricard won hij zijn eerste Formule 2-race, waarna hij in het laatste raceweekend op het Autodromo Nazionale Monza hier een tweede overwinning aan toevoegde. Uiteindelijk eindigde hij als tweede in het kampioenschap met 210 punten, 21,5 punten minder dan kampioen Luciano Bacheta.

### Formule Renault
In 2013 maakte Tuscher in het tweede raceweekend op het Motorland Aragón zijn debuut in de Formule Renault 3.5 Series bij het team Zeta Corse, waar hij Emmanuel Piget verving. Na dit weekend, waarin hij tweemaal als 22e eindigde, werd hij weer vervangen door Nick Yelloly.

### GP3
In 2014 maakte Tuscher zijn debuut in de GP3 Series voor het team Jenzer Motorsport. Hij had hier Pål Varhaug en Adderly Fong als teamgenoten. In het eerste raceweekend op het Circuit de Barcelona-Catalunya eindigde hij in de tweede race als tweede achter Dean Stoneman. In de rest van het seizoen wist hij nog wel te imponeren, maar door verschillende oorzaken wist hij niet meer in de top 5 te eindigen in een race. Uiteindelijk werd hij twaalfde in het kampioenschap met 29 punten.
In 2015 blijft Tuscher in de GP3 voor Jenzer rijden.